# Phaseolus glabellus
Phaseolus glabellus är en ärtväxtart som beskrevs av Charles Vancouver Piper. Phaseolus glabellus ingår i släktet bönor, och familjen ärtväxter. Inga underarter finns listade i Catalogue of Life.